# Huracà Mitch
L'huracà Mitch fou l'huracà més poderós de la temporada d'huracans a l'Atlàntic del 1998 en assolir vents sostinguts màxims de 285 km/h. La tempesta fou la tretzena tempesta tropical, el novè huracà, i el tercer gran huracà de la temporada. L'huracà Mitch fou l'huracà Atlàntic més potent mai observat en un mes d'octubre fins que fou superat per l'huracà Wilma durant la temporada 2005. Mitch es convertí en el quart huracà més intens mai conegut (des de llavors ha baixat fins a la setena posició).
Mitch es formà a l'oest del mar del Carib el 22 d'octubre, i després d'avançar en condicions molt favorables pel seu desenvolupament, es reforçà ràpidament assolint la Categoria 5, índex màxim en l'Escala d'huracans de Saffir-Simpson que es pot atorgar a un huracà. Després d'avançar en direcció sud-oest i debilitar-se, l'huracà colpejà Hondures com un huracà menor. Avançà per l'Amèrica Central, es reformà al golf de Campeche i finalment arribà a Florida en forma de tempesta tropical forta.
A causa del moviment lent del cicló entre el 29 d'octubre fins al 3 de novembre, l'huracà Mitch deixà al seu pas quantitats històriques de precipitació sobre Hondures, Guatemala, i Nicaragua, on es recolliren quantitats, segons informes no oficials, de fins a 1900 mm. Les morts provocades per les catastròfiques inundacions convertiren Mitch en el segon huracà Atlàntic més mortífer de la història. Prop d'11.000 persones moriren amb més d'11.000 desapareguts al final del 1998. 2,7 milions de persones quedaren sense casa o ho perderen tot. S'estima que els danys extrems de les inundacions ascendiren els 5.000 milions de dòlars dels Estats Units del 1998.

## Història meteorològica

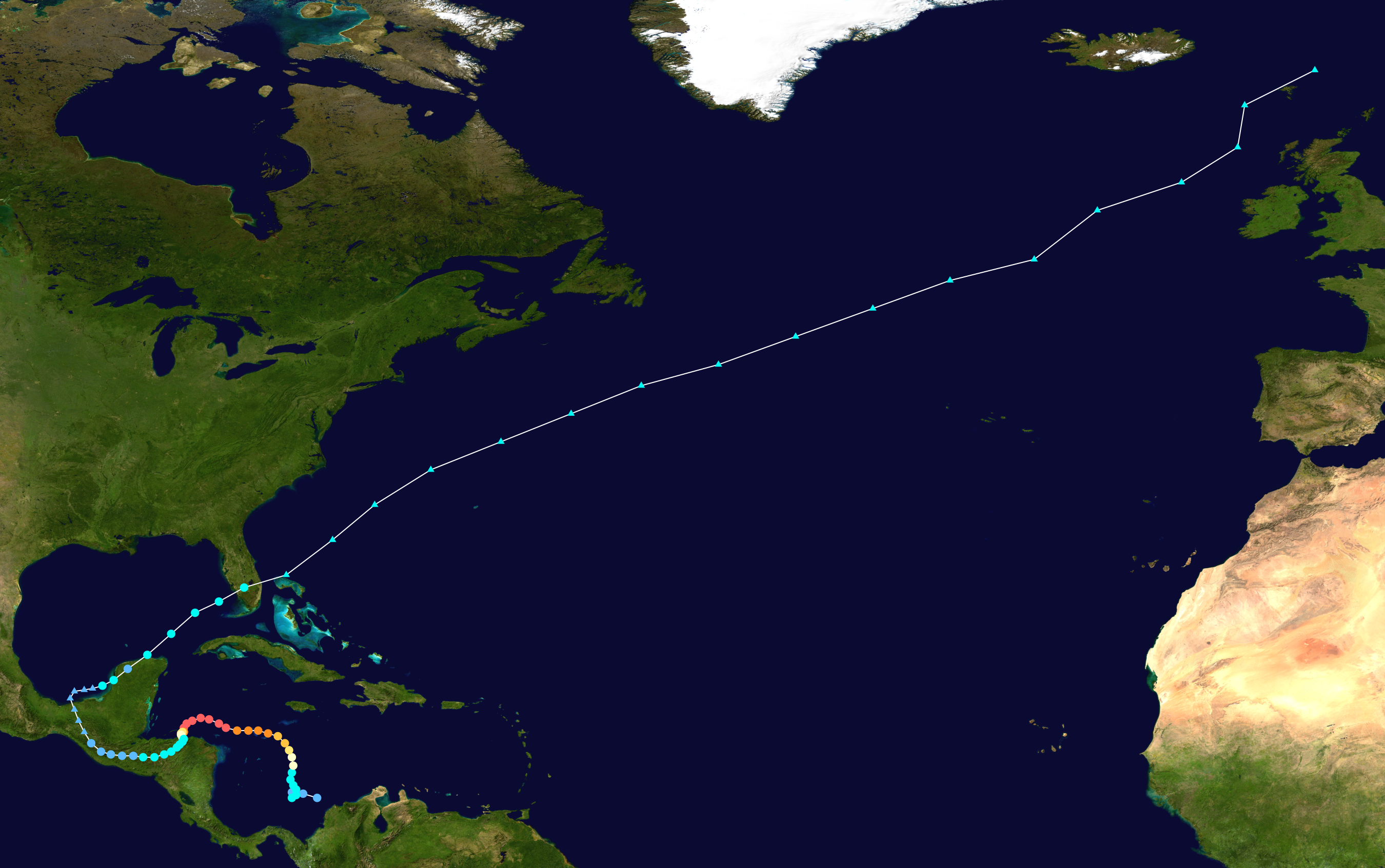
Trajectòria de la tempesta.

L'huracà Mitch s'originà a partir d'una ona tropical que es movia per la costa africana el 6 d'octubre. Avançava en direcció oest arrossegada per la cisalla del vent a l'oceà Atlàntic, i romangué desorganitzada fins a l'entrada al Mar del Carib. A partir d'aquell moment, la convecció atmosfèrica incrementà constantment, convertint-se, el 22 d'octubre, en la depressió tropical tretze (Tropical Depression Thirteen) de la temporada, quan es trobava a 670 km al sud de Kingston (Jamaica). Sota corrents de direcció dèbil, avançava en direcció oest i s'intensificava convertint-se en una tempesta tropical el 23 d'octubre quan es trobava 420 km a l'est-sud-est de l'illa de San Andrés, Colòmbia.
Inicialment, l'enfortiment es limitava només a l'atmosfera superior del sistema de baixa pressió que causava un cisallament del vent vertical sobre la tempesta tropical Mitch. Com la tempesta es desviava lleugerament al nord, la cisalla es debilità, permeten que el sistema s'enfortís. Mitch assolia l'estatus d'huracà el 21 d'octubre quan es trobava a 475 km al sud de Jamaica i s'enfortia ràpidament a causa de la temperatura temperada de l'aigua i de posseir una efluència ben definida. Durant les quaranta-vuit hores del 23 al 25 d'octubre, la pressió central baixava 52 hPa, Mitch arribava a la màxima intensitat amb vents de 290 km/h i una pressió de 905 hPa; una de les pressions més baixes mai registrades en un huracà Atlàntic.
| Pos.         | Huracà                 | Temporada | Pressió min. mbar (hPa) |
| ------------ | ---------------------- | --------- | ----------------------- |
| 1            | Wilma                  | 2005      | 882                     |
| 2            | Gilbert                | 1988      | 888                     |
| 3            | "Dia del Treball"      | 1935      | 892                     |
| 4            | Rita                   | 2005      | 895                     |
| 5            | Allen                  | 1980      | 899                     |
| 6            | Katrina                | 2005      | 902                     |
| 7            | Camille                | 1969      | 905                     |
| 7            | Mitch                  | 1998      | 905                     |
| 7            | Dean                   | 2007      | 905                     |
| 10           | "Cuba" o "Deu" de 1924 | 1924      | 910                     |
| 10           | Ivan                   | 2004      | 910                     |
| Font: HURDAT |                        |           |                         |

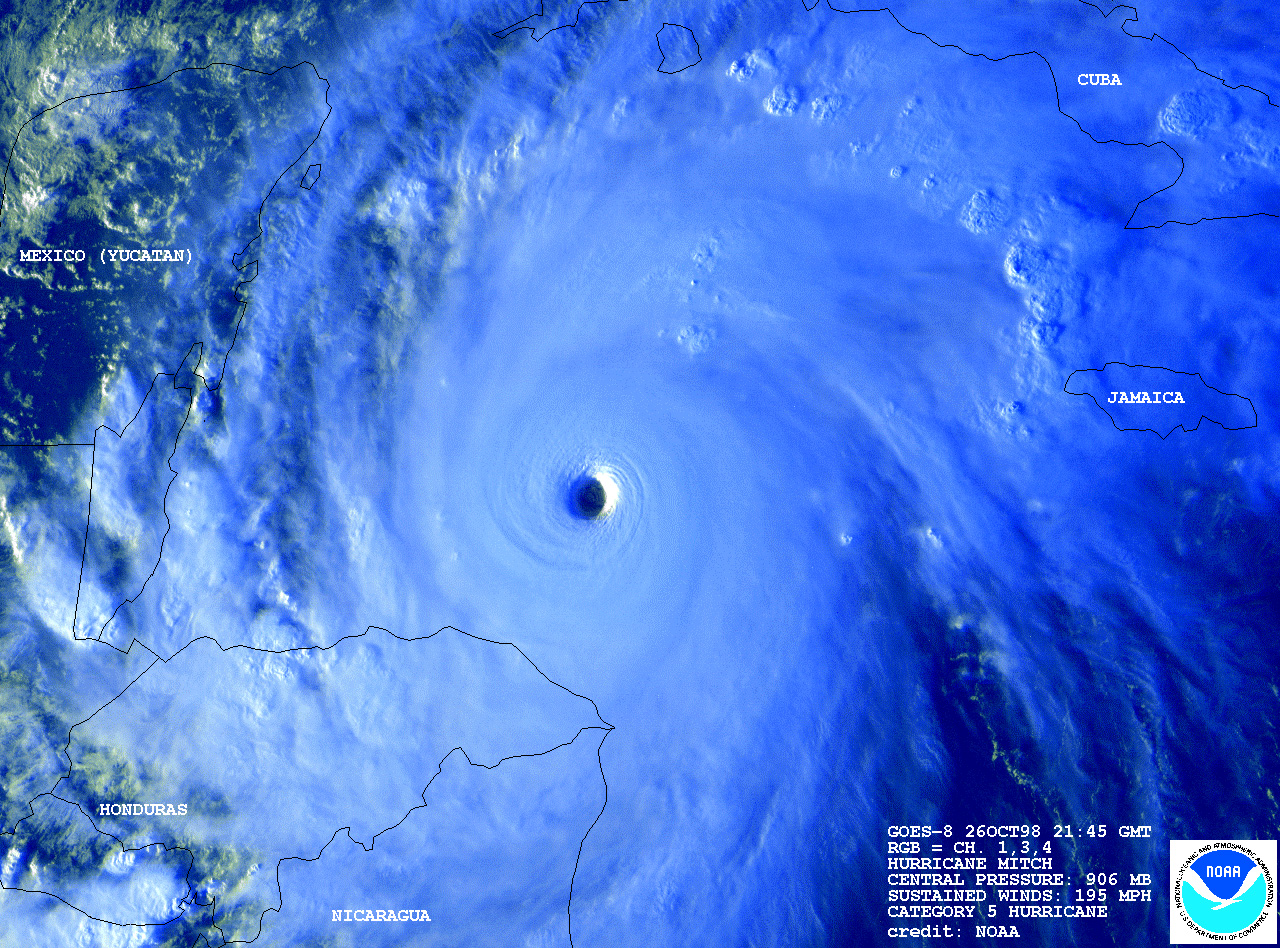
Mitch a prop d'aconseguir la màxima intensitat.

Una carena de pressió baixa forçà l'huracà cap a l'oest fins que tocà terra ferma a Hondures, on es debilità una mica; després de sobrepassar les Illes del Cigne el 27 d'octubre, l'huracà quedà molt debilitat. La carena d'altes pressions se situava més lluny, forçant l'huracà en avançar en direcció sud al llarg de la costa hondurenya. Mitch recalava a 130 km a l'est de La Ceiba (Hondures) el 29 d'octubre com un huracà de Categoria 1 en l'escala de Saffir-Simpson amb vents de 130 km/h. Es continuava debilitant sobre terra ferma, a mesura que avançava cap a l'oest a través de l'Amèrica Central, i la circulació de nivell baix es dissipava l'1 de novembre prop de la frontera entre Guatemala i Mèxic.

El romanent en forma d'àrea de baixes pressions avançava cap al nord al golf de Campeche, i es reorganitzava el 3 de novembre en una tempesta tropical quan es trobava a 240 km al sud-est de Mèrida, Mèxic. Mitch es mogué al nord-est, fent recalada a la península de Yucatán prop de Campeche el 4 de novembre. Es debilità en una depressió tropical terra endins, però reenfortí en una tempesta tropical sobre el sud-est del golf de Mèxic. Com Mitch s'accelerava en direcció nord-est associat amb un front fred, gradualment s'intensificava, conduint-lo a recalar prop de Naples el 5 de novembre com una tempesta tropical amb vents de 100 km/h. Mitch esdevingué extratropical l'endemà, però sobrevisqué durant diversos dies abans de perdre la seva identitat al nord Gran Bretanya el 9 de novembre.

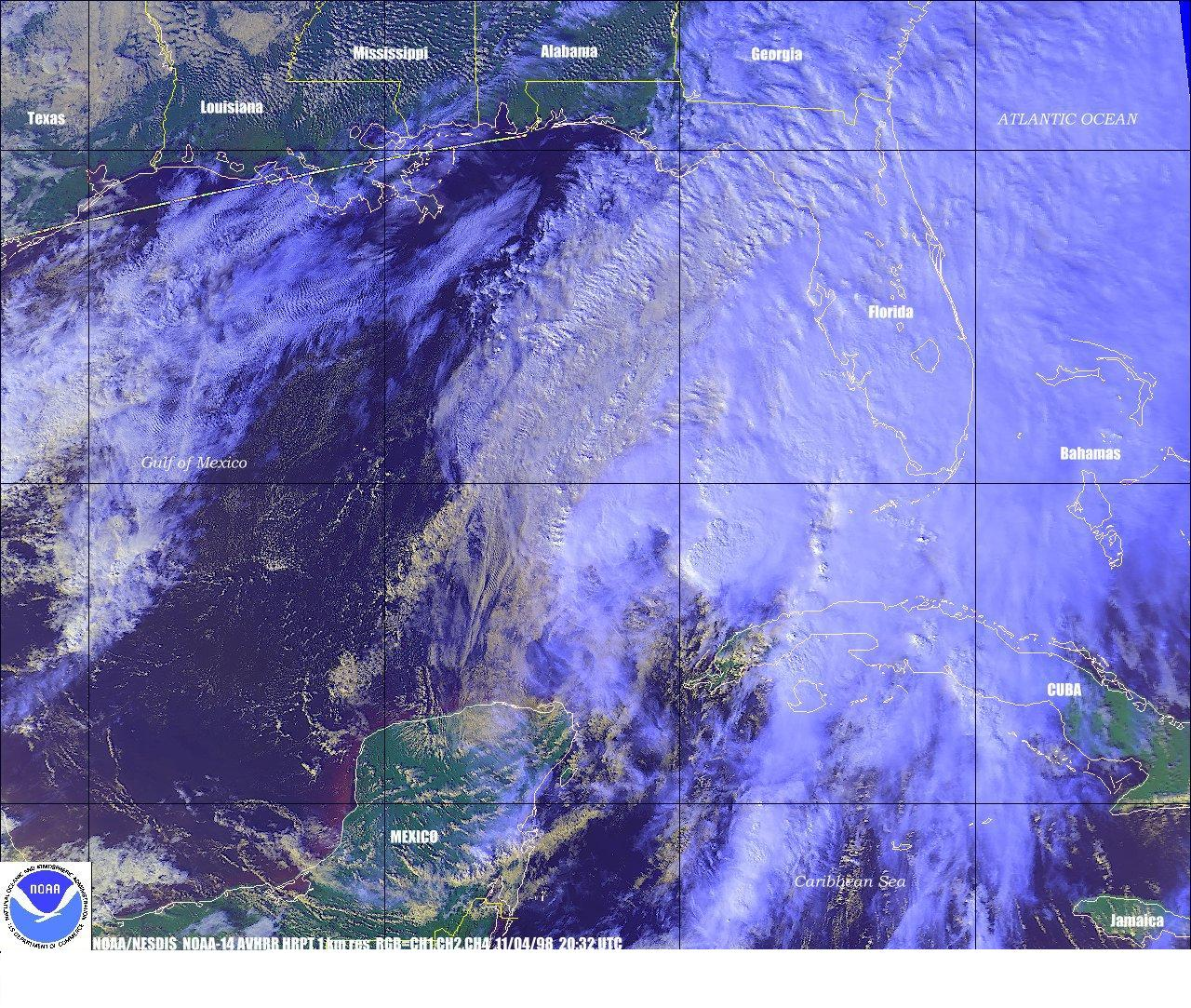
Mitch quan era una tempesta tropical desorganitzada en el Golf de Mèxic.

## Preparatius
A causa de l'amenaça de l'huracà, el govern d'Hondures evacuà alguns dels 45.000 ciutadans de les illes de la Bahia i prepararen tots els recursos aeris i navals. El govern de Belize declarà l'alerta vermella i demanava als ciutadans de les illes de mar enllà que es dirigissin a la principal. Com l'huracà amenaçava colpejar prop de la ciutat de Belize com un huracà de Categoria 4, molts ciutadans foren evacuats per por que fora com l'huracà Hattie 37 anys enrere. Guatemala també emeté l'alerta vermella, recomanant els vaixells a quedar-se a port, avisant a la gent que es preparés i/o que busqués refugi i advertint dels possibles desbordament de rius. Quan Mitch recalà, s'havien evacuat milers de persones al llarg de la costa oest del Carib: 100.000 a Hondures, 10.000 a Guatemala i 20.000 a l'estat mexicà de Quintana Roo.

## Impacte
| Regions      | Morts directes | Danys          |
| ------------ | -------------- | -------------- |
| Panamà       | 3              | Desconeguts    |
| Costa Rica   | 7              | $92 milions    |
| Jamaica      | 3              | Desconeguts    |
| Nicaragua    | 3.800          | $1.000 milions |
| Hondures     | 7.000          | $3.800 milions |
| Guatemala    | 268            | $748 milions   |
| El Salvador  | 240            | $400 milions   |
| Belize       | 11             | Desconeguts    |
| Mèxic        | 9              | Desconeguts    |
| Estats Units | 2              | $40 milions    |
| Offshore     | 31             | N/A            |
| Total        | ~11.374        | $6.000 milions |

L'huracà Mitch va ser l'huracà Atlàntic més mortífer des del Gran Huracà de 1780, desplaçant l'huracà de Galveston de 1900 de la segona posició en el rànquing d'huracans més mortífers. Prop d'onze mil persones es confirmà la seva mort i centenars es declararen desaparegudes. Les morts foren producte principalment d'inundacions i esllavissades a l'Amèrica Central, on el lent avanç de l'huracà i després tempesta tropical, deixà precipitacions que acumularen prop de 900 mm. Les inundacions i les esllavissades danyaren o destruïren desenes de milers de cases, amb uns danys que ascendiren per sobre els $5.000 milions (1998 USD, $6.000 2006 USD), on gran part dels desperfectes es concentraren a Hondures i Nicaragua. Abans de Mithc, l'huracà més mortífer de l'Amèrica Central havia estat l'Huracà Fifi l'any 1974, quan moriren entre 8.000 i 10.000 persones.

### Hondures

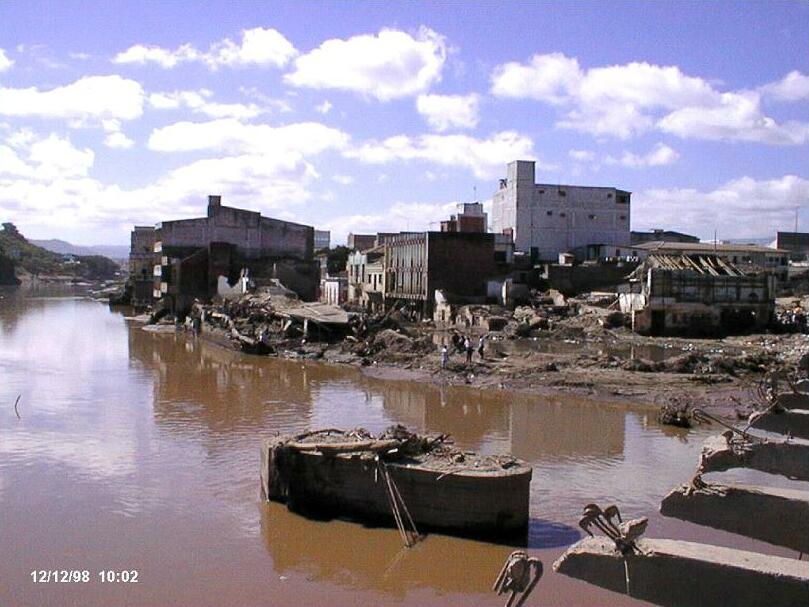
Danys a Tegucigalpa

Abans de sacsejar Hondures, l'huracà Mitch generava ones de fins a 6,7 m d'alçada a la costa. Quan feu recalada, minvà la intensitat, tanmateix provocava una tempesta forta i aixecava ones de 3,7 m d'alçada. Mentre la tempesta travessava el país, deixava al seu pas precipitacions extremes que acumulà fins a gairebé 910 mm a Choluteca, on 460 mm dels quals es registraven en un dia. La pluja acumulada a Choluteca per l'huracà equivalia a la precipitació total mitjà en 212 dies. L'amplada del riu de Choluteca en aquest punt es multiplicà per sis respecte a la seva amplada normal. Les inundació generalitzades va ser parcialment provocat per l'artiga per a l'explotació agrícola d'Hondures, així que els boscos no van poder absorbir la humitat del sòl. A més a més, s'estima que precipitaren fins a 1.900 mm de pluja en les regions muntanyoses. Les gran quantitats d'aigua acumulades va provocar el desbordament de rius en tot el país. La profunditat més profunda registrada va ser de 12,5 metres al Riu Ulúa prop de Chinda, mentre que la llargada més gran registrada van ser els 359 metres del Riu Lean prop d'Arizona. Les precipitacions també provocaven esllavissades generalitzades en les zones muntanyoses del país.

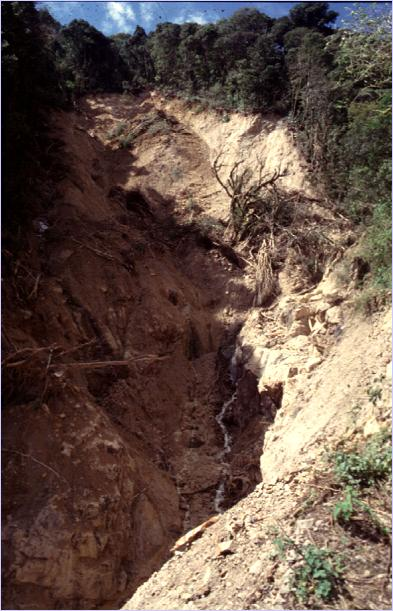
Esllavissada a San Juancinto.

Mitch va provocar una devastació tan generalitzada i estesa que el president hondureny Carlos Roberto Flores afirmava que s'havien destruït cinquanta anys de progrés del país. Aproximadament el 70-80% de la infraestructura de transports de tot el país eren destruïts, incloent-hi gairebé tots els ponts i les carreteres secundàries; els estralls van ser tan grans que els mapes existents van quedar obsolets. Al voltant de 25 petites viles van ser destruïdes totalment per esllavissades provocades per la tempesta. Els desperfectes en les xarxes de transport i comunicació ascendiren als $529 milions (1998 USD, $619 milions 2006 USD). En tot el país, la tempesta va destruir 33.000 cases i va fer malbé 50.000 més. A més a més, caigueren nombrosos arbres, deixant les pendents de les muntanyes nues i fent-les més vulnerables a possibles esllavissades.

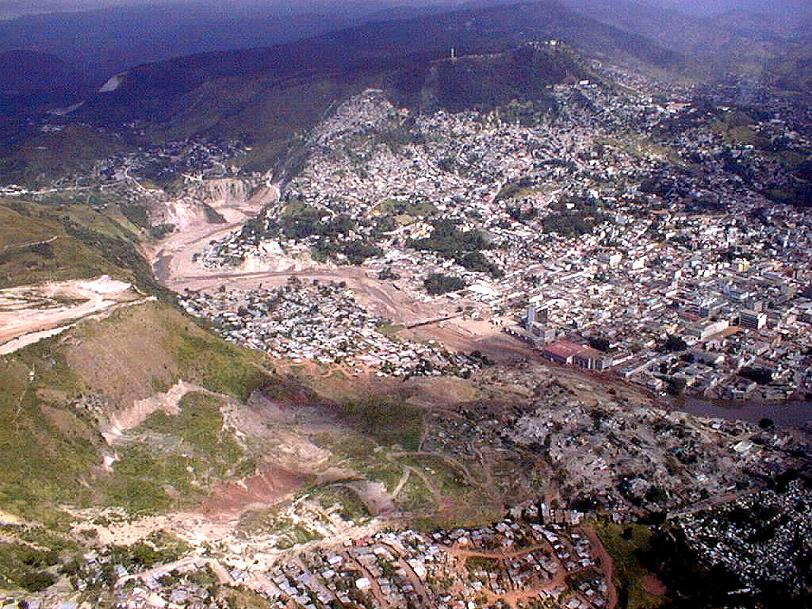
Vista general de Tegucigalpa.

Les precipitacions de Mitch provocaren greus pèrdues en les collites del país, afectant a més del 29% de la superfície de cultiu d'Hondures, que equival a 800 km². El NCDC va calcular que les inundacions havien destruït almenys el 70% de la collita del país. Els cultius alimentaris es van veure fortament danys; específicament es va destruir el 58% de la collita de blat de moro, el 24% la del sorgo, el 14% la de l'arròs i el 6% de la de la collita de mongetes. D'altres collites d'exportació importants patiren pèrdues similars, com la pèrdua del 85% de la collita del plàtan, un 60% de la canya de sucre, el 29% de la dels melons, el 28% de la palma africana i el 18% de la de cafè. S'estima que les pèrdues en la collita ascendeixen entre els $900 milions (1998 USD, $1.000 milions 2006 USD) i el 1.700 milions (1998 USD, $2.000 2006 USD). També es van produir pèrdues importants en el bestiar amb la mort de 50.000 caps de bestiar o la pèrdua del 60% de la població d'aviram. La producció de gambes, que s'havia convertit en una exportació important, s'enfrontà contra la destrucció quasi total. Les pèrdues de bestiar ascendiren fins als $300 milions (1998 USD, $351 milions 2006 USD).
Les inundacions i esllavissades de terra extremes mataven prop de 6.500 persones i un milers més de desapareguts. Moltes de les víctimes mortals no identificades van ser enterrades en fosses comunes, creant així la gran incertesa sobre el recompte total de morts. Més del 20% de la població total del país, possiblement un milió i mig, es van quedar sense llar a conseqüència de l'huracà. Les grans pèrdues dels cultius deixaren molts pobles prop de la inanició, mentre que la manca de sanejament produïren brots de malària, dengue i còlera.
L'huracà va romandre fins a tres dies estancat prop de l'illa de Guanja. Els forts vents destruïren un terç de les cases de l'illa i deixaven molts ciutadans sense electricitat durant mesos. L'illa de 14 km tradicionalment havia tingut una forma de fer independent. Guanaja va rebre poca ajuda del govern nacional, tanmateix, l'ajuda internacional va ser tan abundant que fins i tot, ciutadans hondurenys d'altres zones del país s'acostaven a l'illa a buscar subministraments. En total a Hondures, es registraren almenys 7.000 morts i els danys es xifraren en $3.800 milions de dòlars.